# Wemeldinge

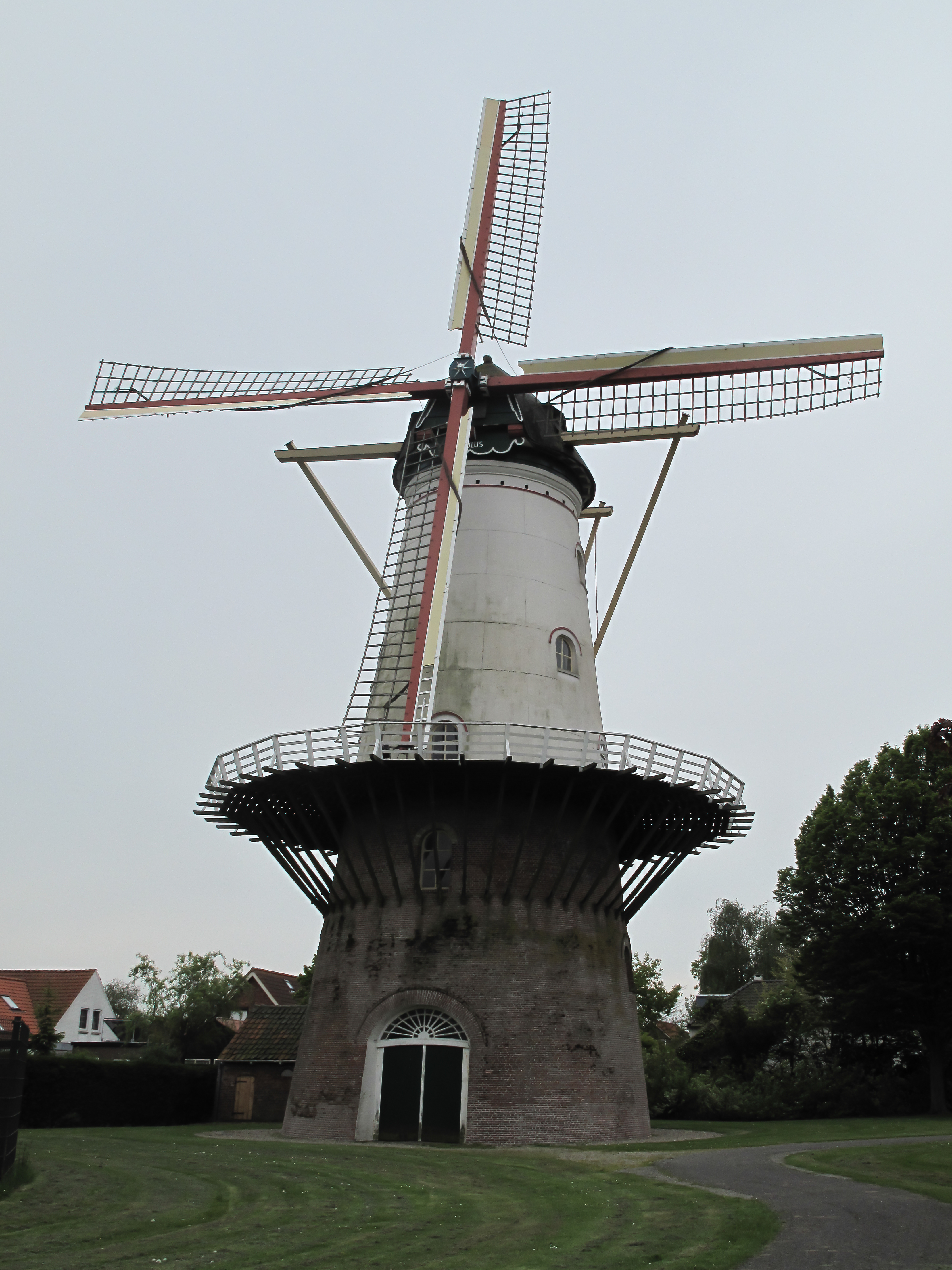
Wemeldinge: il mulino Aeolus

Wemeldinge (in zelandese: Weumelienge) è un villaggio (dorp) di circa 2 900 abitanti della costa sud-occidentale dei Paesi Bassi, facente parte della provincia della Zelanda (Zeeland) e situato nella penisola (ed ex-isola)  di Zuid-Beveland  dove si affaccia sulla Schelda orientale (Oosterschelde) e sul canale del Zuid-Beveland. Dal punto di vista amministrativo, si tratta di un ex-comune, dal 1970 accorpato alla municipalità di Kapelle.

## Geografia fisica
Wemeldinge si trova a nord/nord-est di Zelanda, tra le località di Kattendijke e Yerseke (rispettivamente ad est della prima e ad ovest/sud-ovest della seconda) e di fronte alle località di Sint-Maartensdijk e Westkerke (situate sulla parte opposta della costa, che affaccia sulla sponda settentrionale dell'Oosterschelde).

## Origini del nome
Il toponimo Wemeldinge, attestato anticamente come Gerardus de Wimeldinga (1222), Gerardus de Wemelbinghe (1222), Wimeldingen (1233), Wemelinge e Woemelijngen (1573), deriva dal nome di persona Wimeld (abbreviativo di Winiwald* o Werinbold), a cui è stato aggiunto il suffisso -ing.

## Storia

### Dalle origini ai giorni nostri
La parrocchia di Wemeldinge venne fondata nell'XI secolo come dipendenza della Westmokerk di Middelburg e già nel XII secolo sorse in loco la prima chiesa in legno.

### Simboli
Lo stemma di Wemeldinge è
La croce fa riferimento a sant'Andrea, patrono del paese. Venne confermato come stemma comunale il 31 luglio 1817, ma è attestato sin dal XVII secolo come stemma della signoria di Wemeldinge..
La bandiera del paese, composta dagli stessi colori dello stemma, è stata confermata dal consiglio comunale il 18 novembre 1955.

## Monumenti e luoghi d'interesse
Wemeldinge vanta 29 edifici classificati come rijksmonumenten e 5 edifici classificati come gemeentelijke monumenten ed è considerato per il suo patrimonio storico-artistico "villaggio protetto".

### Architetture religiose

#### Chiesa di San Martino
Principale edificio religioso di Wemeldinge è la chiesa di San Martino (Maartenskerk), situata al nr. 3 della Kerkweg e costruita tra la fine del XIV secolo e il XVI secolo, ma con un campanile del 1350 ca.

### Architetture civili

#### Mulino De Hoop
Altro edificio d'interesse è il mulino De Hoop, situato nella Westelijke Kanaalweg e risalente al 1864 o 1866.

#### Mulino Aeolus
Altro antico mulino a vento di Wemeldinge è il mulino Aeolus, situato nella Bonzijweg e risalente al 1868/1869 - 1871.

## Società

### Evoluzione demografica
Al censimento del 2019, Wemeldinge contava una popolazione pari a 2 819 abitanti.
La popolazione al di sotto dei 16 anni era pari a 460 unità, mentre la popolazione dai 65 anni in su era pari a 675 unità.
La località ha conosciuto un lieve decremento demografico rispetto al 2018, quando contava una popolazione pari a 2895 dopo un breve incremento che fece seguito a un progressivo incremento negli anni compresi tra il 2013 e il 2016, quando la popolazione passò da 2 920  a 2 855 unità.

## Sport
La località è particolarmente frequentata dagli amanti degli sport acquatici.